# Hamdy el-Gazzar
Hamdy el-Gazzar (arabiska: حمدي الجزار), född i Giza den 1 oktober 1970, är en egyptisk författare. Han har en examen i filosofi från Universitetet i Kairo 1992.
el-Gazzar har sedan 1990 publicerat flera noveller och två romaner, varav en, Black Magic (2005), finns översatt till engelska. Romanen fick Sawiris Foundations pris för egyptisk litteratur 2006. el-Gazzar var en av de 39 arabiska författare under 40 år som valdes ut till antologin Beirut 39, huvudprojektet när Beirut var Unescos bokhuvudstad 2009.